# Деметрий и гладиаторы
«Деметрий и гладиаторы» — американский пеплум 1954 года, сиквел фильма «Плащаница» (1953). Снят Делмером Дэйвсом на киностудии 20th Century Fox по сценарию Филипа Данна с персонажами из фильма Плащаница, придуманными Ллойдом С. Дагласом.
В главных ролях Виктор Мэтьюр и Сьюзен Хэйворд. Фильм снят в цвете, в формате CinemaScope.

## Сюжет
Солдаты безумного императора Калигулы ищут багряницу — одеяние Христа, в котором он взошёл на Голгофу. Вольноотпущенник Деметрий, истовый христианин, прячет святыню. За это его отдают в гладиаторы. На арене цирка ему предстоит схватка с тремя тиграми и пятью лучшими гладиаторами Рима. Испытаниям подвергнется не только его тело и дух, но и его вера.

## В ролях
- Виктор Мэтьюр — Деметрий
- Сьюзен Хэйворд — Мессалина
- Майкл Ренни — Пётр
- Дебра Пэйджет — Люция
- Энн Бэнкрофт — Паула
- Джей Робинсон — Калигула
- Барри Джонс — Клавдий
- Ричард Иган — Дарданий
- Эрнест Боргнайн — Страбон
- Чарлз Эванс — Кассий Херея

В титрах не указаны
- Расселл Джонсон — гладиатор
- Гарри Кординг — стражник, сопровождающий заключённых